# Мак-Дауэлл (округ, Западная Виргиния)
Округ Мак-Дауэлл (англ. McDowell County) располагается в США, в штате Западная Виргиния. Официально образован 8 февраля 1858 года, получил своё название в честь американского политического и государственного деятеля, 29-го губернатора штата Виргиния Джеймса МакДауэлла. По состоянию на 2012 год, численность населения составляла 21 326 человек.

## География
По данным Бюро переписи США, общая площадь округа равняется 1386 км², из которых 1383 км² суша и 4,0 км² или 0,3 % это водоёмы.

### Соседние округа
- Вайоминг (Западная Виргиния) — север
- Мерсер (Западная Виргиния) — восток
- Тазуэлл (Виргиния) — юг
- Бьюкенен (Виргиния) — запад
- Минго (Западная Виргиния) — северо-запад

## Демография
По данным переписи населения 2010 года в округе проживает 22 113 жителей в составе 9 176 домашних хозяйств и 6 196 семей. Плотность населения составляет 16 человек на км². На территории округа насчитывается 11 322 жилых строений, при плотности застройки 8 строений на км². Расовый состав населения: белые — 89,1 %, афроамериканцы — 9,5 %, коренные американцы (индейцы) — 0,2 %, азиаты — 0,1 %, представители двух или более рас — 1,1 %. Испаноязычные составляли 0,4 % населения независимо от расы.
В составе 22,5 % из общего числа домашних хозяйств проживают дети в возрасте до 18 лет, 48,1 % домашних хозяйств представляют собой супружеские пары проживающие вместе, 13,9 % домашних хозяйств представляют собой одиноких женщин без супруга, 32,5 % домашних хозяйств не имеют отношения к семьям, 28,8 % домашних хозяйств состоят из одного человека, 12,4 % домашних хозяйств состоят из престарелых (65 лет и старше), проживающих в одиночестве. Средний размер домашнего хозяйства составляет 2,36 человека, и средний размер семьи 2,86 человека.
Возрастной состав округа: 22,2 % моложе 18 лет, 5,5 % от 18 до 24, 24,1 % от 25 до 44, 44,2 % от 45 до 64 и 16,60 % от 65 и старше. Средний возраст жителя округа 44 лет.
По данным 2013 года средняя продолжительность жизни мужчин в округе составляет 63,9 года и это является самым низким показателем по стране. Средняя продолжительность жизни женщин в округе составляет 72,9 года, что является наихудшим показателем в США после округа Перри (штат Кентукки)
Средний доход на домохозяйство в округе составлял 21 574 USD, на семью — 27 605 USD. Среднестатистический заработок мужчины был 25 994 USD против 18 685 USD для женщины. Доход на душу населения составлял 12 004 USD. Около 29,1 % семей и 34,5 % общего населения находились ниже черты бедности, в том числе — 43,4 % молодежи (тех кому ещё не исполнилось 18 лет) и 23,3 % тех кому было уже больше 65 лет.